# Bedirekka
Bedirekka är en administrativ by i Sri Lanka.   Den ligger i provinsen Östprovinsen, i den centrala delen av landet, 190 km öster om huvudstaden Colombo.